# ユーバスカード
ユーバスカードとは、かつてユーバス（ニッセ号・ゆや号）で利用できたIC乗車カード。静岡県磐田郡豊田町（現：磐田市）が、1997年10月1日のユーバスの運行開始時より導入していた乗車カードで、ICカード乗車券としては日本初のものである。機器の老朽化を理由に2006年7月17日をもって利用終了し、代替となる紙式回数乗車券「ユーバス回数券」に引き継がれた。

## 概要
- 非接触型ICカードであるが、Suicaやナイスパスなどで採用されたFeliCa（タイプC）とは通信方式が異なるタイプAを採用していた[1]。
- 発行は豊田町役場、協賛は日本エム・アイ・シー、クラリオン、東芝アドバンストシステムの3社であった。
- 現在主流の非接触近接型ICカードとは異なり、定期入れ等に入れている場合は出さないと利用できなかった（薄いビニール袋程度なら利用可能）。
- 運賃箱はICカードに対応しておらず、運賃精算用のICカードリーダライタとして、ユーバスの音声合成設定器としても使われるクラリオン製RCA-224-400の改造仕様のものが設置されていた。
- ユーバスカードの利用終了後、ユーバスでは遠州鉄道発行のICカード「ナイスパス」や磁気カード「ETカード」が利用可能となった。

## 沿革
- 1997年10月1日 - ユーバス運行開始と同時に、ユーバスカードのサービスを開始。
- 2006年
  - 7月17日 - 同日をもって、ユーバスカードの利用、ならびにユーバス「ニッセ号」車内でのユーバス回数券との交換を終了[2]。
  - 7月27日 - 同日をもって、ユーバス「ゆや号」車内でのユーバス回数券との交換を終了[2]。
  - 12月28日 - 同日をもって、磐田市役所豊田支所でのユーバス回数券との交換を終了、ユーバスカードは無効となる[2]。